# Brian Blade
Brian Blade (Shreveport, 1970. július 25. –) amerikai dzsesszdobos.

## Pályakép

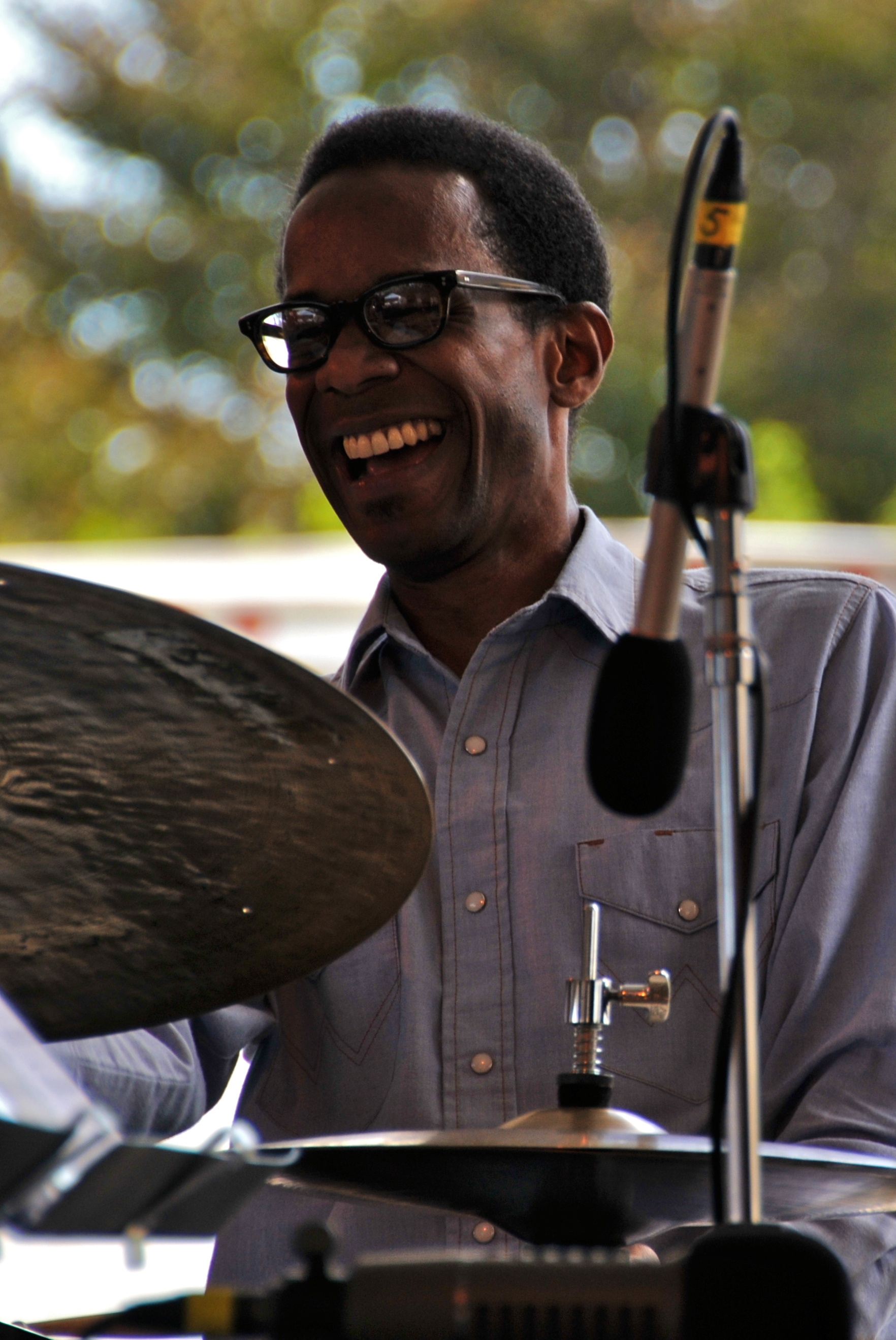

Brady Blade Sr. a louisianai Baptist Church lelkésze, és Brady Blade Jr. testvére, aki szintén dobos.
Brian Blade 1988-ban New Orleansba költözött, ahol John Vidacovich dobostól tanult dobolni. Kezdetben kávéházakban játszott Nicholas Paytonnal és Ellis Marsalis társaságában turnézott.
Angliában Courtney Pine-nel játszott. Kenny Garrett meghívta a „Black Hope” című albumán játszani (1992).
Saját zenekarának debütáló albuma 1998-ban jelent meg.
Blade játszott Bill Frisellel, az SFJazz Collective-vel, Chick Coreaval, Norah Jones-szal, Daniel Lanois-szal, Joni Mitchellel, Bob Dylannel, Emmylou Harris-szal, Marianne Faithfullal is. A 2000-es és 2008-as "Fellowship" albumok mellett Lizz Wright Salt című albumán is dolgozott 2003-ban Jon Cowherd zongoristával.
2009-ben adta ki első albumát énekes-dalszerzőként „Mama Rosa” címmel, amelyen gitározott és énekelt is.
2009-ben Daniel Lanois-szal megalapították a Black Dub nevű alternatív rockegyüttest.

## Lemezválogatás
- Brian Blade Fellowship (1998)
- Brian Blade Fellowship: Perceptual (2000) (Daniel Lanois és Joni Mitchell)
- Muthspiel, Johnson, Blade: Real Book Stories (2001)
- Muthspiel, Johnson, Blade: Air, Love, Vitamins (2004)
- Brian Blade, Wolfgang Muthspiel: Friendly Travelers (2006)
- Brian Blade & The Fellowship Band: Season of Changes (2008)
- Mama Rosa (2009)
- Brian Blade & the Fellowship Band: Body and Shadow (2017)
- Joshua Redman, Ron Miles, Scott Colley, Brian Blade Still Dreaming (2018)
- Redman, Mehldau, McBride, Blade LongGone (2022)
- Brian Blade Lifecycles Volumes I & II: Now! and Forevermore Honoring Bobby Hutcherson (2023)

### Zenekarvezető
- Kenny Garrett: Percuance – The Music of John Coltrane (1994)
- Brad Mehldau: Introducing… (1995)
- Joshua Redman: Freedom in the Groove (1996)
- Dianne Reeves: Bridges (1999)
- Rebekka Bakken: Daily Mirror (2000)
- Chris Potter: Gratitude (2000)
- Rick Margitza: Memento (2001)
- Michael Brecker, Herbie Hancock, Roy Hargrove: Directions in Music (2002)
- Charlie Haden: American Dreams (2002)
- Wayne Shorter: Beyond the Sound Barrier (2005)
- Joshua Redman: Momentum (2005)
- John Patitucci: Line by Line (2006)
- Sam Yahel: Truth and Beauty (2007)
- Joachim Kühn & Rolf Kühn: Lifeline (2012)
- Ron Miles: Quiver (2012)
- Chick Corea: Trilogy (2013)
- Dopolarians: The Bond (2021)

## Filmek
- Brian Blade az IMDb-n

## Díjak
- 2008: a Modern Drummer olvasói szavazáson a legjobb kortárs jazzdobos díja
- 2009: Egyesült Államok Jazz Újságírói Szövetsége az év jazzdobosának választotta.
- 2015: elnyerte a Down Beat kritikusainak díját
- 2021: elnyerte a német Jazz-díjat

## Fordítás
Ez a szócikk részben vagy egészben  a   Brian Blade című német Wikipédia-szócikk ezen változatának fordításán alapul.  Az eredeti cikk szerkesztőit annak laptörténete sorolja fel. Ez a jelzés csupán a megfogalmazás eredetét és a szerzői jogokat jelzi, nem szolgál a cikkben szereplő információk forrásmegjelöléseként.